# Ghosts (How Can I Move On)
Ghosts (How Can I Move On) è un singolo del gruppo musicale britannico Muse, pubblicato il 25 novembre 2022 come sesto estratto dal nono album in studio Will of the People.

## Descrizione
Si tratta di una ballata per sola voce e pianoforte incisa unicamente dal frontman Matthew Bellamy.

## Promozione
Il 25 novembre il trio ha reso disponibile digitalmente una prima versione del singolo contenente la traccia originaria e una versione realizzata in duetto con la cantante italiana Elisa. Esso non rappresenta tuttavia la prima collaborazione del trio con un altro artista: già nel 2009 uscì il brano Who Knows Who, realizzato con Mike Skinner e pubblicato come b-side dell'edizione 7" del singolo Uprising. Riguardo al coinvolgimento di Elisa, Bellamy ha dichiarato:
 D'altro canto, Elisa ha invece definito la collaborazione «stimolante», in quanto rappresenta un «bellissimo intreccio tra la mia storia personale con loro e il grande valore artistico della band, fatta di eccezionali performer».
Il 9 dicembre dello stesso anno è stata pubblicata una seconda versione che ha visto la partecipazione vocale della cantante francese Mylène Farmer.

## Video musicale
Sebbene per il singolo non sia stato girato alcun video ufficiale, nel giorno della pubblicazione i Muse hanno reso disponibile un lyric video animato attraverso il loro canale YouTube.

## Tracce
Testi e musiche di Matthew Bellamy, eccetto dove indicato
Versione italiana
1. Ghosts (How Can I Move On) (featuring Elisa) – 3:37 (testo: Matthew Bellamy, Elisa Toffoli)
2. Ghosts (How Can I Move On) – 3:37

Versione francese
1. Ghosts (How Can I Move On) (featuring Mylène Farmer) – 3:37 (testo: Matthew Bellamy, Mylène Farmer)
2. Ghosts (How Can I Move On) – 3:37

## Formazione
Hanno partecipato alle registrazioni, secondo le note di copertina di Will of the People:
Musicisti
- Matthew Bellamy – voce, pianoforte

Produzione
- Muse – produzione, ingegneria del suono
- Aleks von Korff – produzione aggiuntiva, ingegneria del suono
- Ricky Carioti – produzione parti vocali
- Șerban Ghenea – missaggio ai MixStar Studios
- Bryce Bordone – assistenza al missaggio ai MixStar Studios
- Chris Gehringer – mastering al Sterling Sound
- Joe Devenney – assistenza tecnica al Red Room
- Andy Maxwell – assistenza tecnica agli Abbey Road Studios
- Chris Whitemyer – assistenza tecnica
- Paul Warren – assistenza tecnica